# محمد العلمي (شاعر)
محمد العلمي شاعر مغربي توفي في الجزائر، حيث قضى معظم حياته بين الجزائر والمغرب.
حفظ القرآن الكريم في الكتّاب، ثم حفظ المتون اللغوية والشرعية، وانتقل بعدها إلى مراكش فلازم دروس العلامة العربي المنيعي، ثم انتقل بعدها إلى فاس فتتلمذ في «القرويين» بمدينة فاس على يد بعض العلماء.
عمل كاتبًا للقائد إدريس بن عبد السلام بن العربي الجعفري في وادي أولاد عمران بالمغرب الأقصى، ثم استقر في الجزائر العاصمة، وعمل في بيع الكتب وتجليدها ونسخها.
كان أحد المتعاطفين مع جمعية العلماء المسلمين التي أسست في قسنطينة عام 1931. كان نشاطه بارزًا في العمل الخيري بالنوادي، وخاصة نادي الترقي بالجزائر العاصمة.

## الإنتاج الشعري
- له قصائد نشرت في كتاب «شعراء الجزائر في العصر الحاضر»، منها: أيام الشعر الأولى، ولا شعور لا اتحاد، ولا حياة إلا بالعلم، وله قصيدة نشرت في كتاب «تقويم المنصور» لسنة 1929 (السنة الخامسة)، وله قصائد نشرت في جريدة «النجاح» الجزائرية، منها: في التوسل - ديسمبر 1927، والشعر - فبراير 1930.عشري
شاعر مقل، ارتبط شعره بقضايا وطنه في النيات والثلاثينيات، غلب على قصائده الطابع الإصلاحي والوطني والاجتماعي، متأثرًا بأفكار جمعية العلماء المسلمين ، ملتزمًا العروض الخليلي، واللغة العربية الرصينة والصور قريبة المنال، جملة قصائده المتاحة تردد مفردة 
وتنحاز إليه، وتغري به. يميل إلى الإيقاعات السريعة والعبارات الواضحة في جمل قصيرة.